# Maghrebarabiska
Den maghrebarabiska dialekten skiljer markant sig från de s.k. östliga (mashreqi) arabiska dialekterna, av vilka olika varianter talas i till exempel Irak, Egypten och Palestina. Maghrebdialekterna omfattar, som namnet antyder, den nordafrikanska Maghrebregionen, d.v.s. libysk arabiska, algerisk arabiska, tunisisk arabiska och marockansk arabiska, liksom den s.k. hassaniyaarabiskan, som talas i Västsahara och Mauretanien. 
Den maghrebarabiska dialekten , eller Darija, skiljer sig i grammatik, syntax, uttal och ordförråd från högarabiska och därför i allmänhet inte förstås av personer från Mellanöstern och Egypten, men kan ganska lätt förstås av arabisktalande nordafrikaner som algerier, marockaner och tunisier. Denna dialekt har ett ordförråd som mest innehåller arabiska ord, med ett betydande berberspråkssubstrat, men även en stor del lånord från franska, italienska, spanska samt turkiska.